# 守内喜一郎
守内 喜一郎（もりうち きいちろう、1882年（明治15年）2月11日 - 1950年（昭和25年）3月26日）は、日本の教育者。

## 経歴
石川県上新川郡下野村（現在の富山県滑川市）出身。1908年（明治41年）、広島高等師範学校を卒業。大分県師範学校教諭、京都府師範学校教諭、広島高等師範学校助教諭・訓導、同教諭・訓導、同助教授を歴任した。奈良県女子師範学校校長、佐賀県師範学校校長を務めた後、1929年（昭和4年）に広島高等師範学校教授・附属小学校主事、1943年（昭和18年）に千葉師範学校校長となった。退官後は郷里滑川町の公民館長、教育長を務めた。

## 著作

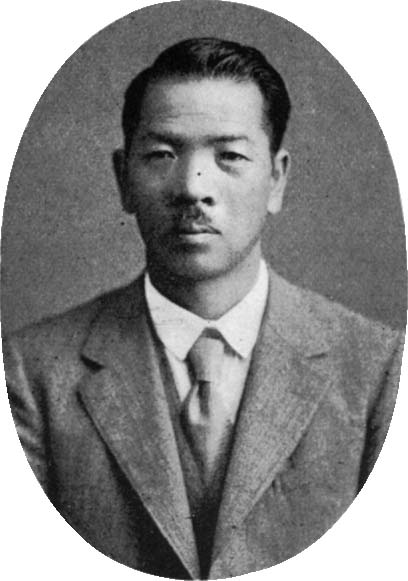
守内喜一郎

- 「懐郷」（『富山県中新川郡教育史』 富山県中新川郡教育会、1940年11月）

著書
- 『児童の生活形式』 明治図書、1926年10月
- 『協同社会教育の研究 : 我が国民教育の立場から』 明治図書、1934年11月
- 『現代教育学大系 各科篇第三巻 教科経営学概論』 成美堂書店、1937年11月
- 『現代教育思潮統一の研究』 目黒書店、1938年9月
- 『理論実践 国民学校の教育』 宝文館、1942年5月

訳書
- 『学校教育の倫理的心理的基礎及其実際』 フーゴー・ミュンシテルベルヒ原著、目黒書店、1916年5月
- 『民主主義教育への道』 目黒書店、1950年

編書
- 『八大詔勅と小学教育』 野沢正浩、三浦喜雄共編、目黒書店、1917年6月

## 関連文献
- 中川信一 「すぐれた教育学者 守内喜一郎」（郷土のひかり編集委員会編 『郷土のひかり : 滑川の人物誌1』 滑川市教育委員会、1982年3月）

| 公職                                                       | 公職                                                            | 公職            |
| ---------------------------------------------------------- | --------------------------------------------------------------- | --------------- |
| 先代 太田章一 千葉県師範学校長 額田登 千葉県女子師範学校長 | 千葉師範学校長 1943年 - 1945年                                  | 次代 大岡保三   |
| 先代 鴫原篤二 千葉県立青年学校教員養成所長                 | 千葉青年師範学校長 1944年 - 1945年                              | 次代 鴫原篤二   |
| 先代 佐藤熊治郎                                            | 広島高等師範学校附属小学校主事 1929年 - 1943年                  | 次代 森岡文策   |
| 先代 張二男松                                              | 佐賀県師範学校長 佐賀県実業補習学校教員養成所長 1927年 - 1929年 | 次代 山下直平   |
| 先代 安達常正                                              | 奈良県女子師範学校長 1923年 - 1927年                            | 次代 立川伊三郎 |